# Jas ja imam silata
Jas ja imam silata – utwór macedońskiego kolektywu Ǵoko Taneskiego, Billy’ego Zvera i Damjana Pejčinoskiego, wydany w 2010. Autorem piosenki jest Kristijan Gabrowski.
W 2010 utwór był jedną 28 ośmiu propozycji dopuszczonych do finału programu Skopje Fest 2010, wyłaniającym reprezentanta Macedonii w 55. Konkursie Piosenki Eurowizji organizowanym w Oslo. W lutym pomyślnie przeszedł przez półfinał eliminacji, w finale zajął pierwsze miejsce, zdobywszy 22 punkty w głosowaniu jurorów (1. miejsce) i telewidzów (2. miejsce). 25 maja został zaprezentowany przez reprezentantów w pierwszym półfinale Konkursu Piosenki Eurowizji i zajął 15. miejsce z 37 punktami na koncie, nie zdobywając awansu do finału.
Utwór miał ukazać się także w angielskiej wersji językowej jako „I’ll Forget You”.
Oficjalny teledysk do piosenki ukazał się 30 marca 2010. Wideoklip kręcony był w marcu w studiu Tomato Production, jego reżyserem był Bane Popović. W teledysku gościnnie wystąpiły macedońskie modelki: Natalija Grubović, Marijana Stojkowska i Radica Lelowa.